# 長島市
長島市（英語：Long Island City、或簡稱 LIC）是美國紐約市皇后區最西邊的一個社區，與曼哈頓中間相隔東河；過去曾經衰敗過，但是21世纪至今正快速的仕紳化，以海滨公园和繁荣的艺术社区而闻名。 
長島市有許多河岸公園可以眺望曼哈頓，亦是紐約市內畫廊、藝術團體、以及個人工作室密度最高的地區。長島市北接阿斯托里亞（Astoria），西面東河，東界為Hazen街、31街、與New Calvary墓園，南接布魯克林綠點社區。
長島市的名稱中雖有「長島」，但按行政區劃而言，是屬於紐約市皇后區，而非一般稱呼的「長島」，後者指的是紐約市皇后區與布魯克林區以東的長島剩餘部分。
最初長島市是皇后區初期的城鎮政府所在地。長島市被皇后區大橋分成兩半，以北為皇后區第一社區委員會，以南為皇后區第二社區委員會。

## 人口统计
根据《纽约时报》2021年10月18日的一篇文章，长岛市的亚裔人口自2010年以来增长了5倍，接近11000名居民，占该社区人口的34%。新的亚裔居民主要是中国人、孟加拉人、韩国人和日本人，该街区至少有15家亚裔拥有的企业。与布鲁克林南部和曼哈顿下城大部分工人阶级的亚裔移民人口不同，长岛市不断增长的亚裔人口往往是第二代或第三代美国人，而且大部分是中产阶级或上层阶级。然而，特别的是，纽约市长岛市皇后桥公屋的亚裔人口增长了11%，他们大多来自移民工人阶级背景，而且大多英语技能有限，当居民无法找到翻译与纽约市住房局沟通时，这就出现了问题。

## 教育
- 紐約市教育局
- Academy of American Studies (a history high school)
- Academy Careers of Television and Film (ACTvF)
- Academy of Finance and Enterprise
- Aviation Career and Technical High School
- Bard High School Early College II
- Frank Sinatra School of the Arts
- High School of Applied Communication
- Information Technology High School
- International High School At Laguardia
- Long Island City High School
- Middle College High School at LaGuardia Community College
- Newcomers High School - Academy for New Americans
- Queens Vocational and Technical High School
- Robert F. Wagner Jr. Institute For Arts & Technology
- William Cullen Bryant High School
- 皇后圖書館
- Long Island City Library